# امراس
آماراس (ترکی آذربایجانی: Amaras) یک منطقهٔ مسکونی در جمهوری آرتساخ است که در استان مارتونی واقع شده‌است.